# لوريكيت النخيل
لوريكيت النخيل (الاسم العلمي: Charmosyna palmarum)، هو نوع من الببغاء من فصيلة ببغاوات العالم القديم. يوجد في جزر سانتا كروز وفانواتو. موائله الطبيعية هي غابات الأراضي المنخفضة الرطبة شبه الاستوائية أو الاستوائية، والغابات والمزارع الجبلية الرطبة شبه الاستوائية أو الاستوائية. إنهُ مهدد بخسارة موئله.

## التصنيف
وصف لوريكيت النخيل رسميًا في عام 1788 من قبل عالم الطبيعة الألماني يوهان فريدريش غملين في نسخته المنقحة والموسعة من كتاب كارل لينيوس نظام الطبيعة (كتاب). لقد وضعهُ مع جميع الببغاوات الأخرى في جنس الببغاء الرمادي وصاغ الاسم ذي الحدين Psittacus palmarum. بنى غملين وصفه على "ببغاء النخيل" الذي وصفه عالم الطيور الإنجليزي جون لاثام عام 1781 في كتابه ملخص عام للطيور. حدد لاثام أصل عينته بأنها من جزيرة تانا، إحدى الجزر في أرخبيل فانواتو. وضع لوريكيت النخيل سابقًا في جنس شارموسينية. ثم نُقل إلى جنس فيني بناءً على دراسة لتطور النسالة الجزيئية لللوريكيتات المنشورة في عام 2020. قُدم جنس فيني في عام 1833 من قبل عالم الطبيعة الفرنسي رينيه ليسون

## روابط خارجية
- BirdLife Species Factsheet.

.